# Létér
Létér (németül: Lebenbrunn) Pörgölény nagyközség része Ausztriában, Burgenland tartományban, a Felsőpulyai járásban.

## Fekvése
Felsőpulyától 21 km-re délnyugatra  a régi magyar-osztrák határ mellett fekszik. A rendkívül szép fekvésű falu házai zömében a templom körül helyezkednek el.

## Története
A települést 1608-ban "Lenprun" alakban említik először. Irtványtelepülésként alapították és színtiszta német lakossággal telepítették be. A későbbi oklevelekben "Lebenprun", "Lern prun", "Lebnprunn" és végül "Lebenbrunn" néven szerepelt.  1660-óta a szomszédos Kúpfalvához és Kőpatakhoz hasonlóan a pörgölényi bíró igazgatása alá tartozott. 1789-ig lakói Pörgölénybe jártak istentiszteletre. Ebben az évben alapították Kúpfalva plébániáját, melynek Létér filiája lett.
Vályi András szerint " LÉBENBRUN. Német falu Vas Várm. földes Urai H. Eszterházy Uraság, és több Urak, lakosai katolikusok, fekszik Kogelhoz nem meszsze, és annak filiája, fája, és legelője van, határja hegyes, földgye sovány, réttyei tsekélyek.."
Fényes Elek szerint " Lebenbrunn, német falu, Vas vmegyében, Ausztria szélén, 232 kath. lak., fenyves erdővel. F. u. h. Eszterházy. Ut. posta Kőszeg."
Vas vármegye monográfiája szerint " Létér, 41 házzal és 240 r. kath. vallásu, németajkú lakossal. Postája Pörgölin, távírója Léka. Határszéli község Alsó-Ausztria felé. A kőszegaspangi vasút a község határát érinteni fogja." Vas vármegye
1910-ben 246, túlnyomórészt német lakosa volt. A trianoni békeszerződésig Vas vármegye Kőszegi járásához tartozott. 1921-ben Ausztria Burgenland tartományának része lett. 1970-óta Rotleiten házcsoportja is ide tartozott. 1971-óta Pörgölény,  Kőpatak, Kúpfalva, Lantosfalva, Létér, Németgyirót és Salamonfalva települések együtt alkotják Pörgölény nagyközséget.

## Nevezetességei
Római katolikus temploma a település központjában helyezkedik el.

## Külső hivatkozások
- Pörgölény hivatalos oldala
- A kúpfalvi plébánia honlapja